# Hippies (série télévisée)
Ne doit pas être confondu avec Hippie.
Hippies est une série télévisée britannique en six épisodes de 30 minutes, créée par Graham Linehan et Arthur Mathews et diffusée entre le 13 novembre et le 17 décembre 1999 sur le réseau BBC Two.
En France, la série a été diffusée entre le 23 octobre et le 27 novembre 2000 sur Jimmy.

## Synopsis
Cette série met en scène Ray Purbbs, rédacteur d'un magazine de la contre-culture du mouvement hippie, et ses drôles d'amis dans le Swinging London de la fin des années 1960.

## Distribution
- Simon Pegg : Ray Purbbs
- Julian Rhind-Tutt : Alex Picton-Dinch
- Sally Phillips : Jill Sprint
- Darren Boyd : Hugo Yemp

## Épisodes
1. Contestataires (Protesting Hippies)
2. Hirsutes (Hairy Hippies)
3. Sexy (Sexy Hippies)
4. Dingues (Hippy Dippy Hippies)
5. Boueux (Muddy Hippies)
6. Sales (Disgusting Hippies)